# Анджело Бассіні (військовик)
Анджело Бассіні (італ. Angelo Bassini, 29 липня 1815 року, Павія - 3 січня 1889 року, Павія)- італійський патріот, учасник Рісорджименто, полковник в Експедиції Тисячі.

## Біографія
Анджело Бассіні народився 29 липня 1815 року в Павії. Дезертирувавши з австрійського війська, взів участь в Першій війні за незалежність Італії 1848-1849 років.
У 1859 році приєднався до Джузеппе Гарібальді під час Другої війни за незалежність Італії. Брав участь в Експедиції Тисячі, у званні полковника командував 8-ю ротою.
Брав участь у битві біля Аспромонте.
Під час Третьої війни за незалежність Італії знову приєднався до Гарібальді у складі Корпусу італійських добровольців (італ. Corpo Volontari Italiani). У званні лейтенант-полковника командував 3-м полком.
3 липня 1866 року був поранений під час битви біля Монте Суелло, але продовжував командувати своїм полком до завершення битви, за що був нагороджений Срібною медаллю «За військову доблесть».
Вийшовши у відставку, повернувся до Павії, де займався викладацькою діяльністю, але наступного року взяв участь у битві біля Ментани.
Помер у Павії у 1889 році.

## Нагороди
- Срібна медаль «За військову доблесть»

## Вшанування
На честь Анджело Бассіні був названий есмінець ВМС Італії.